# Clube de Sufrágio Alpha

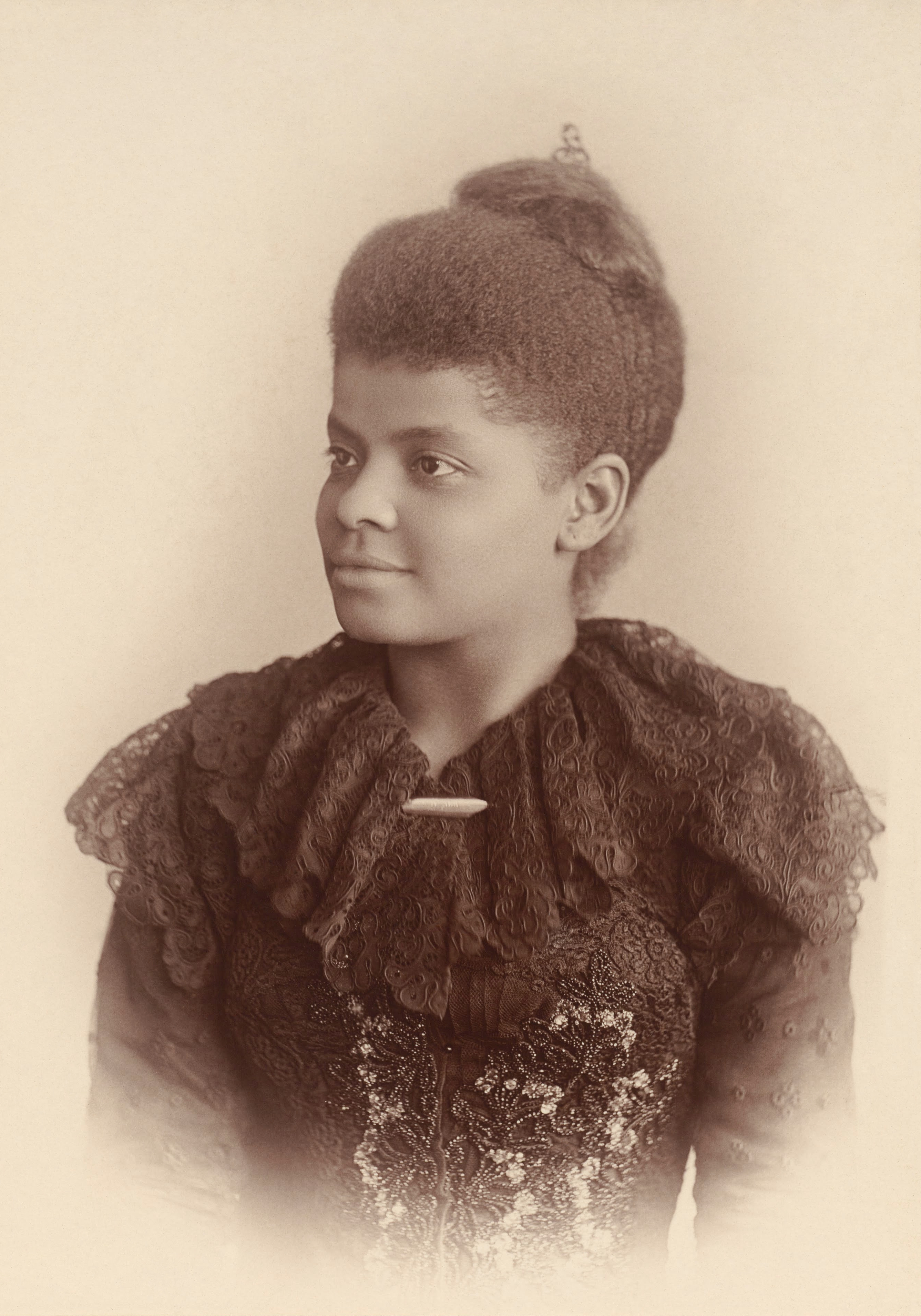
Ida B. Wells, fundadora do Clube de Sufrágio Alpha

O Clube de Sufrágio Alpha (Alpha Suffrage Club) foi o primeiro e mais importante clube de sufrágio feminino negro de Chicago e um dos mais relevantes do estado de Illinois. Fundado em 30 de janeiro de 1913 por Ida B. Wells, com o apoio das suas colegas brancas Belle Squire e Virginia Brooks, o objetivo do clube era dar voz às mulheres afro-americanas que haviam sido excluídas das organizações nacionais de sufrágio, como a Associação Nacional do Sufrágio Feminino Americano (National American Women Suffrage Association - NAWSA). O clube visava informar as mulheres negras sobre sua responsabilidade cívica e organizá-las para eleger candidatos que melhor representassem os interesses dos afro-americanos em Chicago.
O clube foi estabelecido após as mulheres de Chicago conquistarem o direito de votar em 1910. Ele enfrentou esforços de mulheres brancas de Chicago que tentavam impedir os afro-americanos de votar e também buscou promover a eleição de afro-americanos para cargos públicos. Como Wells mencionou em sua autobiografia, "nós [mulheres] poderíamos usar nosso voto em benefício de nós mesmas e de nossa raça". Em uma declaração publicada no Chicago Defender, um jornal negro local, ela especificou que o objetivo do Clube de Sufrágio Alpha era capacitar as mulheres para ajudar a eleger candidatos conscientes da raça, como vereadores. Além de focar na recém-adquirida responsabilidade civil do voto feminino, Wells também incentivou as mulheres a garantir que seus maridos levassem a sério a responsabilidade de votar, reconhecendo a "sacralidade" do voto para ambos os sexos.
No primeiro aniversário da fundação do clube, a poetisa Bettiola Heloise Fortson, nascida em Kentucky e vice-presidente do clube, leu seu poema “Brothers”, que narrava a história de dois homens linchados por tentar salvar sua irmã da prisão por um fazendeiro no Alabama, onde ela estava sendo mantida como escrava.
Em outubro de 2021, foi colocado um marco histórico para o Clube de Sufrágio Alpha na Trilha Nacional de Votos para Mulheres, no local de sua antiga sede, na esquina da 31st Street com a State Street, em Chicago.

## Contexto histórico
Em 1913, ano da fundação do Clube de Sufrágio Alpha, as leis Jim Crow e a discriminação racial ainda eram prevalentes. As mulheres negras enfrentavam subordinação em relação aos homens e às mulheres brancas, além de limitações significativas em termos de acesso à educação e mobilidade social. Eram frequentemente restringidas às expectativas sociais, como responsabilidades domésticas e trabalho nas fazendas, quando necessário. Além disso, não estavam protegidas por leis adequadas e muitas vezes sofriam abusos e estupros sem que houvesse justiça. Linchamentos eram comuns e negavam às mulheres afro-americanas qualquer oportunidade de provar sua inocência em casos de falsas acusações. Esses fatores alimentaram o movimento fundado por Ida B. Wells-Barnett.
Wells observou que um problema inerente às mulheres negras era a falta de apoio para a conquista do voto, tanto de homens quanto de igrejas em suas comunidades. Ela afirmou que, após a conquista do direito ao voto, “ninguém tentou instruí-las a votar”. O Clube de Sufrágio Alpha buscou corrigir essa lacuna por meio de iniciativas como a prospecção de bairros e o registro de mulheres negras para votar.
As mulheres afro-americanas estavam divididas entre diferentes movimentos pelos direitos civis: enquanto os homens negros que já haviam conquistado o direito de votar desejavam que as mulheres se concentrassem nas questões raciais, as sufragistas brancas frequentemente desconsideravam as complexidades enfrentadas pelas mulheres negras, que eram afetadas tanto por seu gênero quanto por sua raça.

### Conflito do sufrágio branco

Afro-americanos votando em 1945

Nos primeiros anos do movimento pelo sufrágio feminino, a abolição era um fator unificador para muitos. Defensores da abolição e dos direitos das mulheres colaboraram de forma próxima desde o fim da Guerra Civil até o final do século XIX. Frederick Douglass chegou a utilizar o renomado jornal abolicionista North Star para anunciar a reunião sufragista de 1848 em Seneca Falls. A Associação Americana de Direitos Iguais (American Equal Rights Association - AERA) foi formada em 1866 com o objetivo de conquistar o sufrágio para todos. Inicialmente, a organização apoiava tanto o direito de voto das mulheres quanto o dos afro-americanos. No entanto, com a aprovação das 14ª e 15ª Emendas, a dinâmica do grupo mudou. Em vez de uma única organização, surgiram dois grupos distintos com opiniões divergentes sobre a concessão do direito de voto aos homens negros. As mulheres negras foram membros de ambos os grupos por um período, mas o racismo começou a ser uma ferramenta utilizada por muitos grupos sufragistas.
Com o tempo, o principal objetivo do movimento tornou-se o direito ao voto, e para obter amplo apoio em todo os Estados Unidos, o direito ao voto dos negros foi frequentemente utilizado como uma forma de atrair simpatias. As mulheres do sul, em particular, se opunham às sufragistas negras e muitas ainda acreditavam na inferioridade dos afro-americanos. Ida B. Wells, uma das fundadoras do Clube de Sufrágio Alpha, foi informada de que só poderia participar da seção negra da Procissão do Sufrágio Feminino devido à sua raça. Apesar da oposição, Wells se uniu às mulheres brancas que marchavam e lutavam pelo sufrágio naquele dia.
Cerca de um ano depois, Wells fundou um clube de sufrágio que defendia o direito de voto para todas as mulheres. Sua organização promovia o sufrágio para todas as mulheres, independentemente de raça ou classe, algo que outros grupos de sufrágio feminino não apoiavam na época. O movimento se dividiu, com um grupo apoiando o sufrágio feminino para todas as mulheres e outro grupo defendendo apenas o sufrágio para as mulheres brancas. Mulheres como Ida B. Wells acreditavam que não conceder o direito de voto a todas as pessoas prejudicaria a causa geral, e, portanto, o Clube de Sufrágio Alpha apoiava o sufrágio universal. Essas divisões causaram muitos conflitos desnecessários. A 19ª Emenda, ratificada em 1920, concedeu o direito de voto a todas as mulheres, independentemente de raça, posição econômica ou classe social. Assim, apesar do racismo enfrentado no início da luta pelo sufrágio feminino, a legislação resultante não era discriminatória.

### Procissão do Sufrágio Feminino de 1913

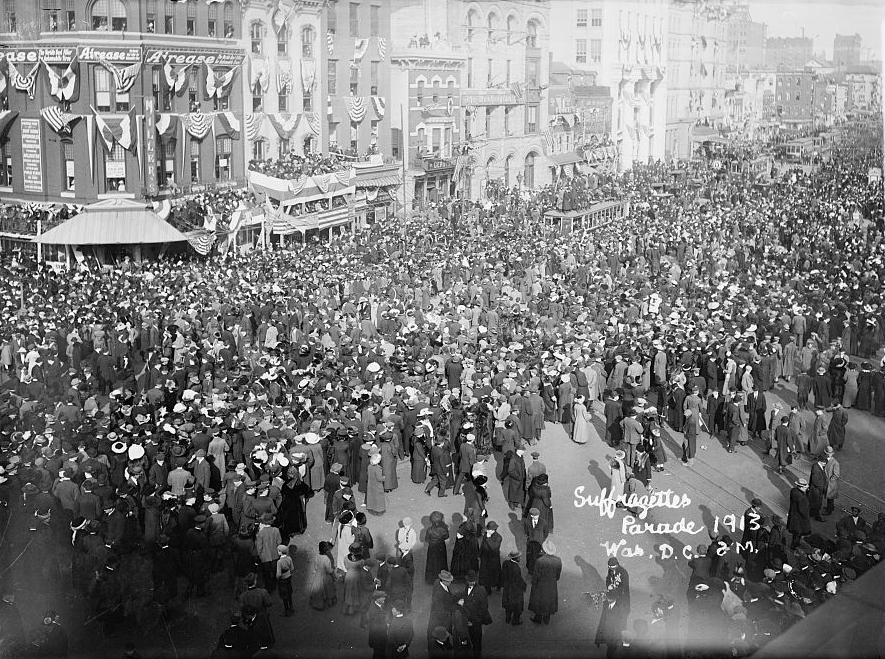
Procissão do sufrágio feminino, 1913

A Procissão do Sufrágio Feminino foi realizada em Washington, D.C., em 3 de março de 1913, um dia antes da posse de Woodrow Wilson. Seu objetivo era demonstrar apoio ao sufrágio universal para as mulheres. Uma das primeiras ações de Ida B. Wells como presidente do Clube de Sufrágio Alpha foi viajar para Washington e marchar no desfile ao lado de 65 membros do clube, mulheres negras de Illinois. As restrições impostas à sua participação no evento ilustram a discriminação que as mulheres negras enfrentavam no movimento sufragista da época.

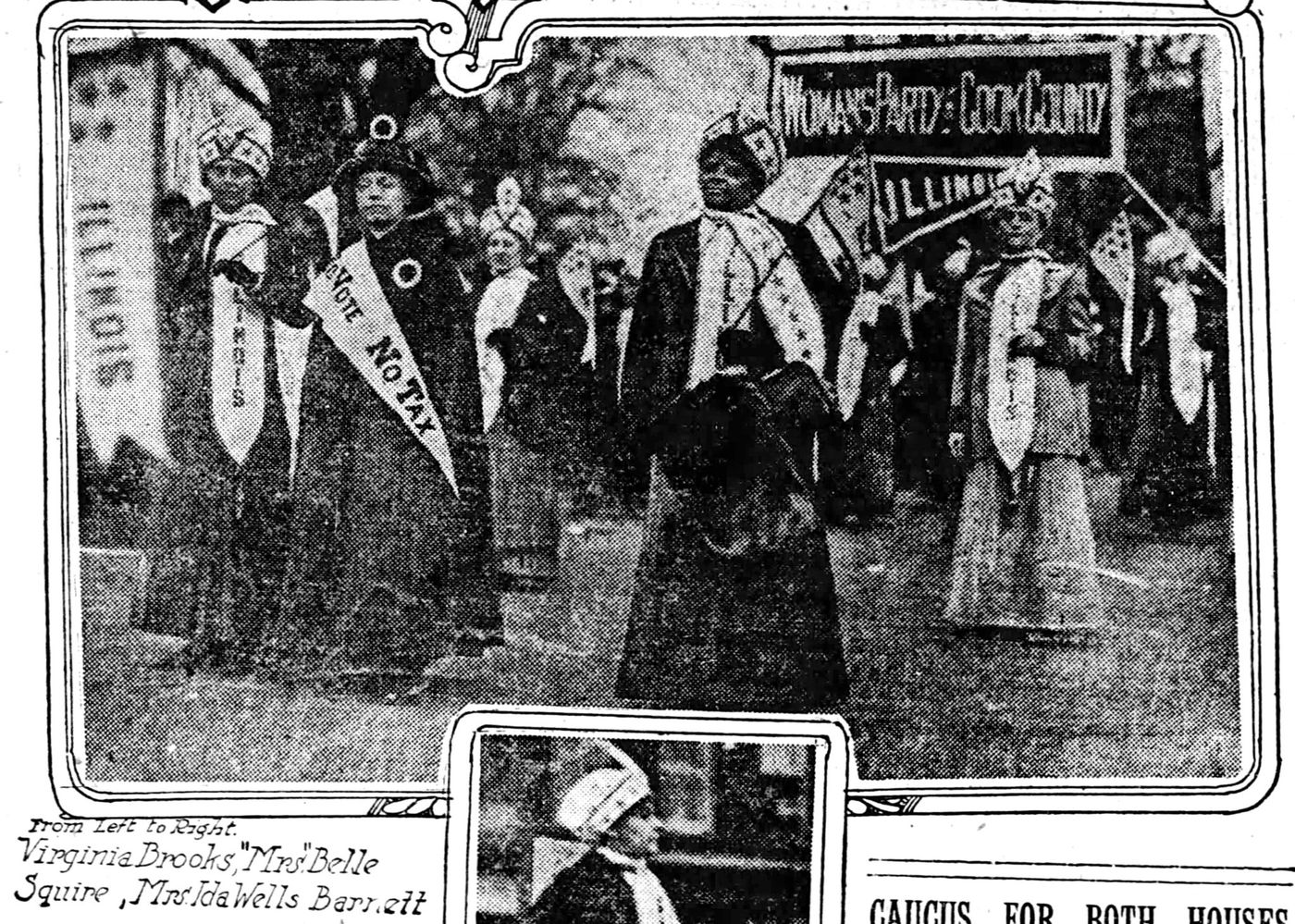
Ida B. Wells no desfile do sufrágio, 1913

A Associação Nacional Americana pelo Sufrágio Feminino (NAWSA), que organizou o evento, temia ofender as sufragistas brancas do sul ao permitir que mulheres brancas e negras marchassem juntas. Para evitar essa possibilidade, o líder da NAWSA instruiu Wells a marchar no final da procissão, em uma seção segregada para mulheres afro-americanas. Wells se recusou a atender à solicitação dos organizadores da marcha. Embora Grace Wilbur Trout, presidente da delegação de Illinois, tenha alertado Wells de que seu envolvimento na marcha poderia levar à exclusão do grupo de Illinois do desfile, Wells insistiu que não marcharia de forma alguma, a menos que pudesse marchar sob a bandeira de Illinois. Wells queria mostrar ao país que eles eram progressistas o suficiente para permitir que mulheres de todas as raças se posicionassem contra a hipocrisia das políticas da NAWSA. No entanto, ninguém lhe deu ouvidos, exceto Belle Squire e Virginia Brooks, duas de suas colegas brancas.
Brooks e Squire acabaram se unindo a Wells para protestar contra a segregação racial. As mulheres se ofereceram para marchar com Wells na parte de trás do desfile. Em desafio às regras, Wells se juntou aos espectadores até que a delegação de Chicago passasse e, em seguida, se uniu a eles na procissão. Uma foto desse evento foi publicada no Chicago Daily Tribune. Um repórter estava presente quando Wells saiu da multidão e entrou na procissão. No entanto, somente Wells marchou com a delegação de Illinois; as outras mulheres negras de Illinois, incluindo as irmãs Delta Sigma Theta e Mary Church Terrell, marcharam na retaguarda com as outras delegadas negras. O Clube de Sufrágio Alpha cobriu todas as despesas de Wells para possibilitar sua participação na marcha.

## Crenças
O Clube de Sufrágio Alpha se distinguiu de outros grupos sufragistas por suas crenças e ideais únicos. Fundado com o princípio fundamental de que todas as mulheres, independentemente de sua raça, deveriam ter o direito de voto, o clube defendia a igualdade de sufrágio para todas as mulheres. Embora houvesse outros grupos que apoiavam o direito de voto das mulheres, muitos não incluíam o sufrágio para as mulheres de cor. O clube acreditava que, para usufruir plenamente do sufrágio de maneira igualitária, era crucial se envolver ativamente nos eventos políticos. Com sede em Chicago, o grupo desempenhou um papel significativo na legislação sobre voto, igualdade e outras questões de direitos civis. Além disso, apoiou esforços filantrópicos em sua comunidade para fortalecer a posição das pessoas de cor na cidade.
Ida B. Wells, uma das fundadoras do clube, acreditava que o direito ao voto não estava sendo utilizado de forma adequada pelos homens após a conquista do sufrágio igualitário. Com o sufrágio concedido tanto a homens quanto a mulheres, seu objetivo era maximizar o impacto do voto e promover a igualdade, empoderando especialmente as mulheres de cor.
Além de lutar pelo sufrágio universal, o clube também se empenhou na promoção da igualdade racial em outras áreas. Questionaram por que os soldados corajosos deveriam ser avaliados por sua raça em vez de por seus feitos.

## Lei do Sufrágio Igualitário de Illinois
Wells-Barnett formou o Clube de Sufrágio Alpha em resposta direta ao fato de ver as mulheres brancas "trabalhando como castores" para aprovar uma lei em Illinois que concedia sufrágio limitado às mulheres do estado. Logo após retornar do desfile em Washington, Wells-Barnett liderou um grupo de várias centenas de mulheres negras pelo edifício do Capitólio em Springfield para fazer lobby a favor da Lei do Sufrágio Igualitário de Illinois e contra uma série de projetos de leis Jim Crow pendentes. A Lei do Sufrágio Igualitário de Illinois (IESA) foi sancionada em 26 de junho de 1913, tornando Illinois o primeiro estado em décadas a conceder o sufrágio feminino. Carrie Chapman Catt escreveu que "o sentimento de sufrágio dobrou durante a noite". Combinado com a bem-sucedida Procissão do Sufrágio de 1913 e o protesto contínuo das Sentinelas Silenciosas, o avanço de Illinois em favor do sufrágio revigorou a pressão nacional por uma emenda ao sufrágio.
Um desfile de automóveis em Chicago comemorou a legislação histórica. Em 1º de julho, Wells-Barnett foi a marechal do desfile, andando com sua filha Alfreda pela Avenida Michigan. No entanto, essa honra foi registrada apenas no Chicago Defender; seu papel proeminente não foi mencionado nos outros jornais de Chicago.
A IESA foi o resultado do lobby de organizações e clubes sufragistas nacionais e locais. Na época, os clubes sociais eram estritamente segregados por raça e etnia. Como observou um historiador, "as mulheres do clube de Chicago criaram os maiores e mais numerosos clubes de sufrágio com segregação de gênero do país". A exclusão das mulheres negras motivou Wells e Squire a criar o Clube de Sufrágio Alpha no 2º Ward, região que tinha a maior porcentagem de afro-americanos da cidade. O clube realizou pelo menos uma reunião na Penitenciária de Bridewell para interessar os prisioneiros pelo sufrágio e oferecer às mulheres do clube experiência em ativismo. Em 1916, o clube contava com quase 200 membros, incluindo as conhecidas ativistas do sufrágio feminino Mary E. Jackson, Viola Hill, Vera Wesley Green e Sadie L. Adams. Jane Addams era uma oradora regular do clube.
Como resultado da IESA, as mulheres de Illinois puderam votar para eleitores presidenciais, prefeitos, vereadores e a maioria dos outros cargos locais. No entanto, elas não podiam votar para membros do Congresso, governador ou representantes estaduais, pois o sufrágio universal para esses cargos exigia uma emenda à constituição estadual.

## Eleição de Oscar De Priest
O Clube de Sufrágio Alpha desempenhou um papel ativo e importante na política de Chicago, especialmente nas primárias e na eleição geral de 1915 para vereador no 2º distrito. O clube desenvolveu um sistema de blocos para percorrer o distrito e registrar as mulheres afro-americanas para votar. Em 1914, os esforços do clube resultaram no registro de 7.290 mulheres em um distrito com 16.237 homens registrados.
Na eleição primária, o clube apoiou o candidato negro independente William R. Cowen, que não tinha o endosse do Partido Republicano da cidade. Apesar dos esforços de prospecção das mulheres afro-americanas em seu favor, Cowen perdeu a eleição por apenas 352 votos. A influência do Clube de Sufrágio Alpha, entretanto, foi rapidamente reconhecida pela imprensa, com o Chicago Defender relatando que "o voto das mulheres foi uma revelação para todos". Além da cobertura da imprensa, o Partido Republicano percebeu a influência do clube e enviou dois delegados para a reunião do clube no dia seguinte à eleição, incentivando as mulheres a continuarem fazendo campanha e prometendo apoio a um candidato afro-americano na eleição do ano seguinte.
Após a eleição primária, os membros do clube continuaram seu trabalho, concentrando-se em comunidades com grandes porcentagens de afro-americanos e realizando campanhas nos bairros. Realizaram reuniões semanais para discutir responsabilidades cívicas, ensinaram às mulheres como usar as máquinas de votação e treinaram mulheres para atuarem como juízas de distrito. Além disso, distribuíram listas de locais de votação em todos os bairros da cidade.
Os esforços das mulheres receberam críticas significativas. Os homens zombavam delas, dizendo que deveriam estar em casa cuidando dos bebês, e outros as acusavam de tentar tomar o lugar dos homens e "vestir as calças". Os jornais locais expressaram preocupação com a prospecção de porta em porta das mulheres e com a possibilidade de que elas "vissem todas as atividades que poderiam estar acontecendo".
Após o sucesso do clube nas primárias de 1914, o Partido Republicano indicou Oscar De Priest como seu candidato no 2º distrito para a eleição municipal subsequente para vereador. De Priest concorreu contra dois candidatos brancos e venceu. Como o primeiro vereador negro de Chicago, ele foi eleito em 1914 para o Conselho Municipal de Chicago e serviu de 1915 a 1917. O impacto da organização do clube foi evidente, pois um terço dos votos que De Priest recebeu foram dados por mulheres. De Priest e o clube se conheceram bem, pois ele participou das reuniões do clube durante as eleições. Após sua eleição, De Priest reconheceu o trabalho realizado pelas mulheres do 2º Ward, que foram importantes para seu sucesso. O sucesso do clube foi amplamente noticiado fora da cidade, e um jornal negro de Indianápolis destacou com orgulho a eleição de um negro para vereador, em grande parte devido aos 1.093 votos dados por mulheres negras. Embora De Priest tenha cumprido apenas um mandato como vereador após alegações de corrupção, sua carreira continuou, e ele se tornou o primeiro afro-americano eleito para o Congresso dos EUA após a era da Reconstrução. A influência do Clube de Sufrágio Alpha no 2º Ward permaneceu forte, e outro vereador negro, Louis B. Anderson, sucedeu De Priest, consolidando uma mudança no segundo distrito de Chicago.

## Alpha Suffrage Record
O Clube de Sufrágio Alpha publicou um boletim informativo chamado Alpha Suffrage Record, que foi usado para anunciar a formação do clube, descrever suas atividades e expandir seu alcance a um público maior de afro-americanos na cidade. O boletim focava na população do 2º Ward e oferecia às mulheres do clube uma voz pública na política.

## Impactos do Clube de Sufrágio Alpha
A procissão do sufrágio feminino de 1913 legitimou o movimento sufragista como um todo. O Clube de Sufrágio Alpha, com seu protesto contra a segregação na marcha, destacou que o racismo também era um problema dentro do movimento sufragista. A Associação Nacional Americana pelo Sufrágio Feminino (NAWSA) queria garantir o sufrágio das mulheres brancas antes de se preocupar com as mulheres afro-americanas, mas o Clube de Sufrágio Alpha e outras organizações sufragistas se opuseram a essa abordagem. Como resultado, a 19ª Emenda à Constituição dos EUA foi aprovada, garantindo o direito de voto a todas as mulheres, independentemente da raça.
A credibilidade do clube foi reconhecida após as eleições primárias de 1914, quando delegados republicanos compareceram a uma reunião do clube e prometeram apoiar um candidato negro em troca do apoio das mulheres em campanhas futuras. O papel crucial que o clube desempenhou na eleição de Oscar De Priest rendeu-lhe o apoio de De Priest ao sufrágio feminino, impulsionando as causas do clube nos anos seguintes e fortalecendo seus esforços para promover reformas sociais por meio do poder político.
Em nível local, o Clube de Sufrágio Alpha implementou um sistema para examinar os bairros e aumentar o envolvimento da comunidade, realizando reuniões semanais para educar as pessoas sobre seus direitos como cidadãs. Eles também conseguiram registrar eleitores por meio de pesquisas em cada quarteirão. Os esforços de protesto e demonstrações do clube ajudaram a pressionar o Congresso dos EUA a aprovar a 19ª Emenda em 10 de junho de 1919, que entrou em vigor em 18 de agosto de 1920.

## Membros notáveis
- Ida B. Wells-Barnett, cofundadora e presidente;[32]
- Belle Squire, cofundadora e apoiadora de Wells-Barnett durante a procissão do sufrágio feminino de 1913;[61]
- Virginia Brooks, cofundadora e apoiou Wells-Barnett durante a procissão do sufrágio feminino de 1913;[62]
- Mary E. Jackson, a primeira vice-presidente do clube;[63]
- Sadie L. Williams, secretária correspondente;[64]
- Viola Hill, segunda vice-presidente;[65]
- Vera Wesley Green, secretária de registros;[66]
- Laura Beasley, tesoureira;[67]
- Kizziah J. Bills (também conhecida como Sra. K. J. Bills), editora;[68]
- Bettiola Heloise Fortson, vice-presidente.[69]